# Traubia peristigma
Traubia peristigma är en loppart som beskrevs av Holland 1969. Traubia peristigma ingår i släktet Traubia och familjen Stivaliidae. Inga underarter finns listade i Catalogue of Life.